# Curtis Davies
Curtis Eugene Davies (nascut en Londres, Anglaterra, el 15 de març de 1985) és un futbolista anglès que actualment juga com defensa en l'Aston Villa FC.